# Tommaso Costantino
Pour les articles homonymes, voir Costantino.
Tommaso Costantino est un escrimeur italien né le 23 juin 1885 à Tunis et mort le 28 février 1950 à Brindisi.

## Carrière
Aux Jeux olympiques d'été de 1920 à Anvers, Tommaso Costantino décroche la médaille d'or de fleuret par équipe ainsi qu'en épée par équipe.